# Osmia francisconis
Osmia francisconis är en biart som beskrevs av White 1952. Osmia francisconis ingår i släktet murarbin, och familjen buksamlarbin. Inga underarter finns listade i Catalogue of Life.